# 里夏德·托馬拉
里夏德·托馬拉（Richard Thomalla，1903年10月23日—1945年5月12日）是一位納粹德國黨衛隊指揮官。他是一名土木工程師，曾擔任波蘭佔領區盧布林保留地黨衛軍中央建築管理局局長。在波蘭大屠殺期間，托馬拉負責萊茵哈德行動死亡集中營貝烏熱茨滅絕營、索比堡滅絕營和特雷布林卡滅絕營的建造。

## 生平
里夏德·托馬拉於1932年加入納粹黨（編號1,238,872）和黨衛隊（編號41,206）。
在托馬拉的監督下建造的第一個死亡集中營是貝烏熱茨滅絕營。集中營於1941年11月1日開工，1942年3月竣工。這些工人包括營地附近貧民區的約八十名猶太人，由十名在特拉夫尼基集中營接受訓練的守衛組成的小隊監督。集中營建成後，這些猶太人就被槍殺了。在托馬拉完成索比堡滅絕營的建築任務後，1942年4月，弗朗茨·施坦格爾接替他擔任指揮官。
1942年7月至1943年10月期間，約有85萬人在特雷布林卡滅絕營被殺害 。1945年5月12日，托馬拉在捷克斯洛伐克伊欽被蘇聯內務人民委員部處決。